# 'tScheldt
 'tScheldt is een Vlaamse nieuwswebsite met politieke satire. De controversiële nieuwssite wil pijnpunten in de samenleving aan de kaak stellen en beoogt shaming individuals or government into improvement.
In september 2023 beweerde Humo in een artikelenreeks dat het mediakanaal gebruikt wordt om politieke tegenstanders van de N-VA en Vlaams Belang te beschadigen en persoonlijke rekeningen te vereffenen. 'tScheldt ontkende de beschuldigingen formeel in een omstandig recht van antwoord in januari 2024.

## Geschiedenis

### 1995-2018: Antwerps blad
In 1995 lanceerde Gilbert (Bert) Murrath het blad en de gelijknamige vzw. Hij werd de eerste hoofdredacteur en installeerde een signatuur. 'tScheldt richtte zich voornamelijk op Antwerpen en werd verspreid per fax, e-mail (pdf) of met de post. Zijn persoonlijke overtuiging zat aan de rechtse kant van het spectrum, maar met zijn blad was hij pro-Diets en stond los van een politieke partij.
In 1997 werd het nieuws gepubliceerd van Delphine van Saksen-Coburg (toen nog Boël) als buitenechtelijke dochter van Albert II van België. Het koninklijk paleis sprak het bericht niet tegen waarop grotere kranten het overnamen zonder bronvermelding (De Morgen ontkende het eerst). Datzelfde jaar kwam er nog een primeur: oud-premier Wilfried Martens was vader geworden van een tweeling wat wederom zonder bronvermelding werd overgenomen, onder meer door De Standaard.
In 2004 legde Open VLD'er Claude Marinower een klacht wegens laster neer tegen Murath nadat die hem "een perfecte volgeling van nazi-methodes" had genoemd. De rechtbank van eerste aanleg veroordeelde de beklaagde, maar dit werd in beroep vernietigd omdat het hof van assisen had moeten oordelen over dit persmisdrijf. In 2005 daagde Sabine Denissen, voormalig curator van het Diamantmuseum (Antwerpen), het medium voor de rechter na aanhoudend kwetsende publicaties over haar privéleven. Murrath werd schuldig bevonden en kreeg een celstraf van 3 maanden, maar dit vonnis werd eveneens vernietigd omdat het voor het hof van assisen had moeten komen.
In 2016 berichtte Apache.be dat het "Antwerps roddelblad" al jaren werd gesponsord door de lobbyisten en vastgoedontwikkelaars Koen Blijweert, Rudi en zoon Erik Van der Paal. Een poging tot samenwerking met P-Magazine van Maurice De Velder kreeg geen gevolg.

### 2018-heden: nationale website
Kort voor het overlijden van Murrath op 30 juni 2018 werd de vzw en bijhorende website overgenomen door Groep G, de bvba van Gert Van Mol.

Die periode bespreekt Van Mol met Erik Van der Paal de mogelijkheden van de website:
"We kunnen ook doen wat in Vlaanderen nog niet gebeurd is: TPPA: third party political advertising. 't Scheldt maakt op social media (satirische) spotjes tegen of voor bepaalde politici en adverteert die via doelgroepsegmentatie. Openbare omroep en VTM weigeren TPPA op al hun platformen. Maar als je een eigen medium hebt, doe je wat je wilt. Stel je een Amerikaans getint spotje voor waarin met bombastische muziek en zware voorleesstem een aantal punten op een rij worden gezet waarom je echt niet mag stemmen op Tom Meeuwissen. (..) Ziet niemand aankomen en zal heel veel mensen doen twijfelen om op zo iemand te stemmen."— Gert Van Mol bespreekt op 29 juli 2018 de mogelijkheden van 't Scheldt met Van der Paal. Openbaar gemaakt door Humo
Op 23 december 2018 hernam de website anonieme publicaties van berichten en cartoons. Kort daarop bracht P-Magazine als eerste dat de website was overgenomen door Gert Van Mol met Erik Van der Paal als mede-vennoot met als doel wraak te nemen op voormalige partners. Op 17 september 2020 wees ook De Morgen naar Van Mol als man achter de website.
In 2020 berichtte de website over het lekken van pornografische filmpjes en foto's van drie Bekende Vlamingen. 'tScheldt werd vervolgens juridisch aangemaand om de foto's te verwijderen.
In december 2020 lanceerde 'tScheldt een reeks spotprenten die Open Vld politica Sihame El Kaouakibi linkten aan geknoei met subsidies. In februari 2021 berichtte de VRT over een onderzoek naar haar vennootschap Let's Go Urban, waarna 'tScheldt facturen over subsidies publiceerde in verband met de zaak-El Kaouakibi.
Op 30 september 2021 bekloeg de Vlaamse Vereniging van Journalisten zich over een gebrek aan transparantie: "De agressiviteit van 'tScheldt neigt naar of komt neer op racisme, seksisme en hate speech. Andere berichtgeving blijkt te zijn ingegeven door persoonlijk revanchisme. Het totale ontbreken van journalistieke verantwoordelijkheid ontneemt 'tScheldt het statuut van journalistiek".
Na de dood van Sanda Dia tijdens een extreem doopritueel werden 18 studenten schuldig bevonden aan onvrijwillige doodslag. Op 17 maart 2023 publiceerde 'tScheldt de namen van de Reuzegommers die zich verscholen achter hun doopnamen, maar de website werd na eenzijdig verzoekschrift gedwongen de namen te verwijderen.
In september 2023 bracht Humo een uitgebreid onderzoek naar de banden van 'tScheldt met Vlaams Belang, waarop de website de publicatie probeerde te verhinderen via de rechtbank. Uit de gelekte Whatsapp-berichten tussen Gert Van Mol en Eric Van der Paal blijkt dat in eerste instantie N-VA en Vlaams Belang dienden gespaard te worden op de website. Wanneer de relatie tussen Gert Van Mol en Eric Van der Paal verzuurt, wordt ook N-VA volop geviseerd.

### Rechtszaak
In de aanloop van de voorzittersverkiezingen bij Open-Vld werden stukken gepubliceerd over voorzitter Egbert Lachaert en de pas benoemde woordvoerster Zelfa Madhloum. Op 30 mei 2020 werd op sociale media een beeld gepost van Madhloum in een zwarte chador (lang islamitisch gewaad) met het opschrift "geen getrukeerde foto". De VRT beschouwde dit als misleidend omdat de context van een televisiereportage in Irak ontbrak. Deze publicatie leidde tot racistische reacties aan het adres van Madhloum waarna het parket van Mechelen een gerechtelijk onderzoek startte naar belaging, inbreuken op de telecomwetgeving en aanzetten tot haat. Op 23 mei ondernam de politie een huiszoeking bij Gert Van Mol van 'tScheldt. Tijdens het onderzoek kreeg Madhloum politiebewaking vanwege een doodsbedreiging. In juni 2020 veroordeelde de Antwerpse rechter in kort geding Gert Van Mol tot het verwijderen van artikels die Madhloum, die zich intussen burgerlijke partij had gesteld, belasteren omdat "de vrijheid van meningsuiting een vrijbrief vormt om kritiek te uiten, niet om te beledigen".Volgens Pol Deltour van de Vlaamse Vereniging van Journalisten is de "beledigende" journalistiek van ’t Scheldt weliswaar (zeer) bedenkelijk maar op zich niet onwettig en leunt de rechterlijke uitspraak gevaarlijk dicht aan bij het uitdrukkelijk door de Belgische grondwet verboden preventieve censuur.
Op  27 februari 2024 werd Gert Van Mol door de correctionele rechtbank Antwerpen, afdeling Mechelen, veroordeeld tot 6 maanden cel met uitstel, een geldboete en morele schadevergoeding voor het aanzetten tot haat of geweld tegen Zelfa Madhloum.
Op 5 december 2024 werd Gert Van Mol, door het Hof van Beroep in Antwerpen bevestigd als feitelijke beheerder van 'tScheldt, met volledige zeggenschap over de inhoud van de website en facebookpagina, vrijgesproken. Het Hof oordeelde dat de vermelding "haar eigenlijke thuisland" in het kwestieuze artikel weliswaar een doelbewuste provocerende en polariserende keuze was, (...) maar op zich niet volstond om boven iedere redelijke twijfel te kunnen vaststellen dat het publiceren van de tekst en de foto de bedoeling had om aan te zetten tot haat of geweld tegen Madhloum. Volgens het Hof bekritiseerde 'tScheldt vooral de politieke partij Open VLD en in het bijzonder (voorzitter) Egbert Lachaert wegens vermeende "oude politieke cultuur". Ook is de bewuste foto van Zelfa Madhloum in Irak niet lukraak gekozen, doch sluit zij aan bij een gedeelte van de inhoud van het artikel over haar reis naar Irak. Het Hof oordeelde dat niet elk kritisch of zelfs venijnig geschreven artikel noodzakelijkerwijs aanzetten tot haat impliceert. Bovendien, zo motiveerde het Hof, valt het artikel, bij afwezigheid van het vereiste bijzonder opzet in hoofde van 'tScheldt, met name de bijzondere wil om kwaadwillig anderen aan te zetten tot haat, geweld of discriminatie, onder de vrijheid van meningsuiting.

## Inhoud

### Medewerkers
Uit het onderzoek van Humo kwam naar voor dat Karel Anthonissen (ex-controleur BBI), Rudi Franssens (Vlaams Belang), Mathias Danneels, Stefan Lambrechts, Jean-Marie Dedecker (Lijst Dedecker) en Jan Penris hebben bijgedragen aan de website. Hugo Coveliers was actief als advocaat voor de website. Gunnar Riebs was informant van 'tScheldt in een artikelreeks over Mia De Schamphelaere.

### Vrienden van 'tScheldt
Uit hetzelfde onderzoek van Humo bleek dat Van Der Paal, de sterke man achter 'tScheldt, bepaalde (professionele) contacten de hand boven het hoofd hield. Potentiële artikels over (onder meer) André Gantman (N-VA), Ludo Van Campenhout (N-VA), Jan Jambon (N-VA), Christian Van Thillo (sterke man achter mediagroep DPG Media), Paul Gheysens (immomakelaar en eigenaar mediagroep Medianation) of het advocatenduo Souidi werden tegengehouden op de website.